# Coutisson des Bordes
Roger Marie Joseph Coutisson d'Auphelle des Bordes né à Mer le 2 avril 1885 et mort à Limoges le 5 décembre 1949) est un peintre français et illustrateur.
Spécialiste du genre animalier, il est connu pour ses scènes de chasse à courre.

## Biographie
Roger Coutisson des Bordes est un descendant de la branche cadette de la famille Coutisson de Royère-de-Vassivière (Creuse) par son grand père Léonard Auguste Coutisson (1805-1882), maire et conseiller général du Canton de Royère-de-Vassivière puis par son père Joseph Louis Auguste (1834-1910) qui reprend le nom de des Bordes, l'un des rameaux de cette branche. Roger reprend ensuite celui de d’Auphelle,,un second rameau de cette branche mais signe ses oeuvres Coutisson des Bordes. 
Il fait ses études à Limoges, passe son premier Baccalauréat au lycée Saint-Martial de Limoges en 1904. 
Il passe son second bac au lycée Gay-Lussac de la même ville.
Il fait son Service militaire de septembre 1906 à septembre 1908 au 1er régiment de chasseurs.
Il s’installe alors de 1909 à 1912 dans l'Île de Wight, à l’abbaye Notre-Dame de Quarr où des moines français de l'abbaye Saint-Pierre de Solesmes élisent domicile jusqu’en 1922 en raison de la querelle des inventaires. Ils y rebâtissent une abbaye sur les ruines d’une abbaye fermée depuis Henri VIII.
De retour en France, il se domicilie en avril 1912 à La Chapelle-Saint-Mesmin, puis  s'engage le 6 Septembre 1914 à Troyes pour la durée de la  Première Guerre mondiale. Il est blessé deux fois, décoré de la Croix de guerre 1914-1918 (France) et de Médaille militaire puis démobilisé le 3 juin 1919 avec le grade d’adjudant. Il reste quelques dessins, aquarelles et gouaches de cette période dont Sous la tente, ravin de La Verdonne, sous Fort de Condé et Portraits de Rajput du Poona horse de l’armée des Indes Anglaises.
Le 29 octobre 1922, il épouse Marie Germaine Madeleine Sclafer de Chabrinhac (1893-1952) à Laroquebrou dans le Cantal. Ils auront deux enfants.
À partir de cette date, il semble partager son temps entre Limoges et la propriété de Cavaroque à Laroquebrou, menant une vie d’artiste, de veneur — essentiellement dans l’Allier — et donnant quelques leçons de dessin.
Engagé volontaire le 21 mars 1939 lors de la Seconde Guerre mondiale, il est affecté au centre mobilisateur et nommé sous-lieutenant de cavalerie de réserve le 11 juillet 1939. 
Il décède le 5 Décembre 1949 à Limoges mais est inhumé à Laroquebrou.

## Œuvres
Invité par ses amis veneurs, il immortalise essentiellement par des Aquarelles des scènes de chasse prises sur le vif,,.
Il cultive indistinctement tous les genres et tous les sujets, traitant à la Gouache,à l'aquarelle ou à l'huile, le paysage, le portrait ou l'étude des animaux.
Il participe à de nombreuses expositions dès 1920 jusqu’en 1937 en province, et chaque année à Paris au Grand Palais,,.
Il y rencontre les artistes de l'époque, dont Karl Reille.
Il illustre plusieurs ouvrages édités par Crépin-Leblond, dont :

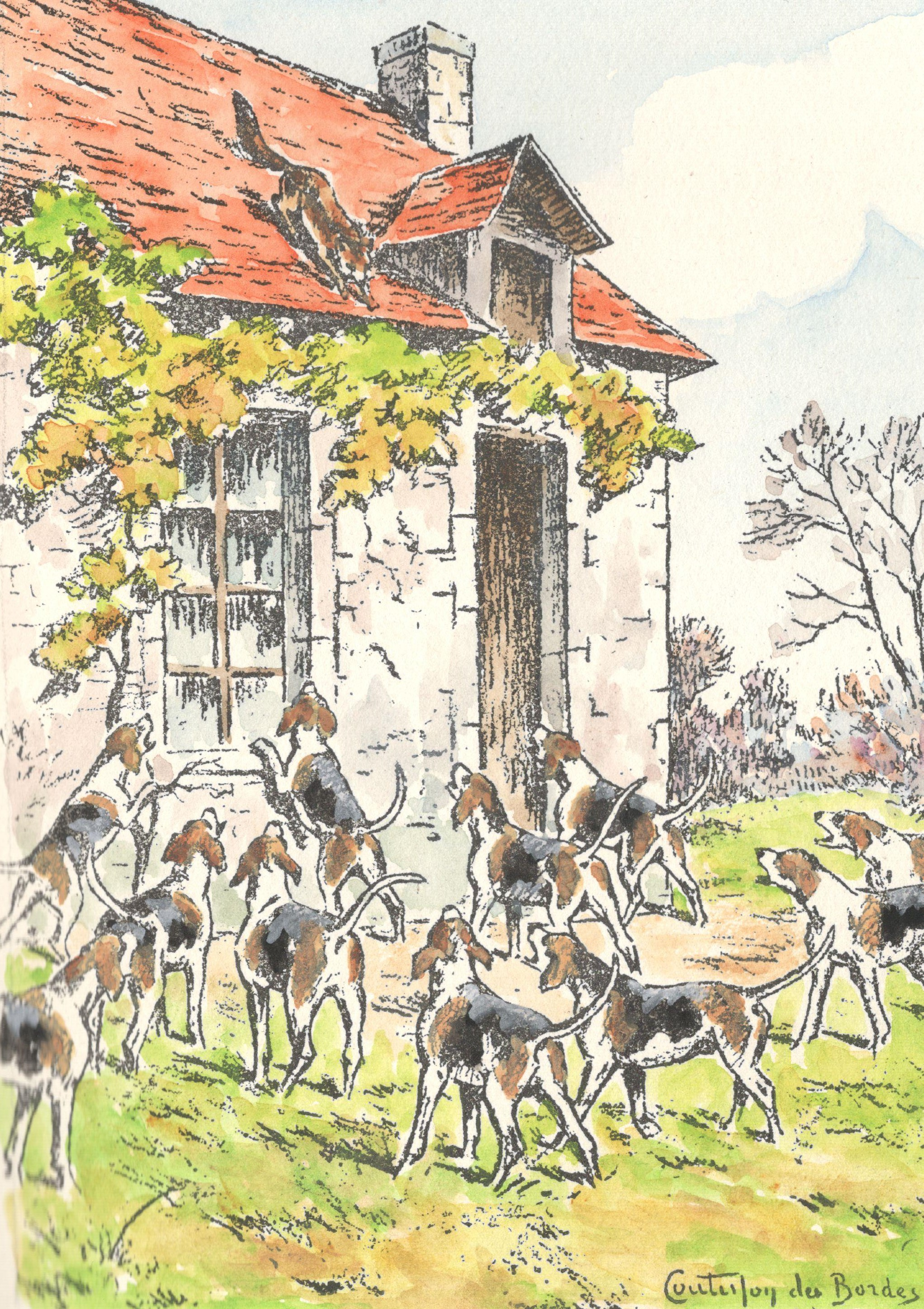
Renard sur un toit, illustration dans l'ouvrage de Villatte des Prugnes "les chasses à Courre"

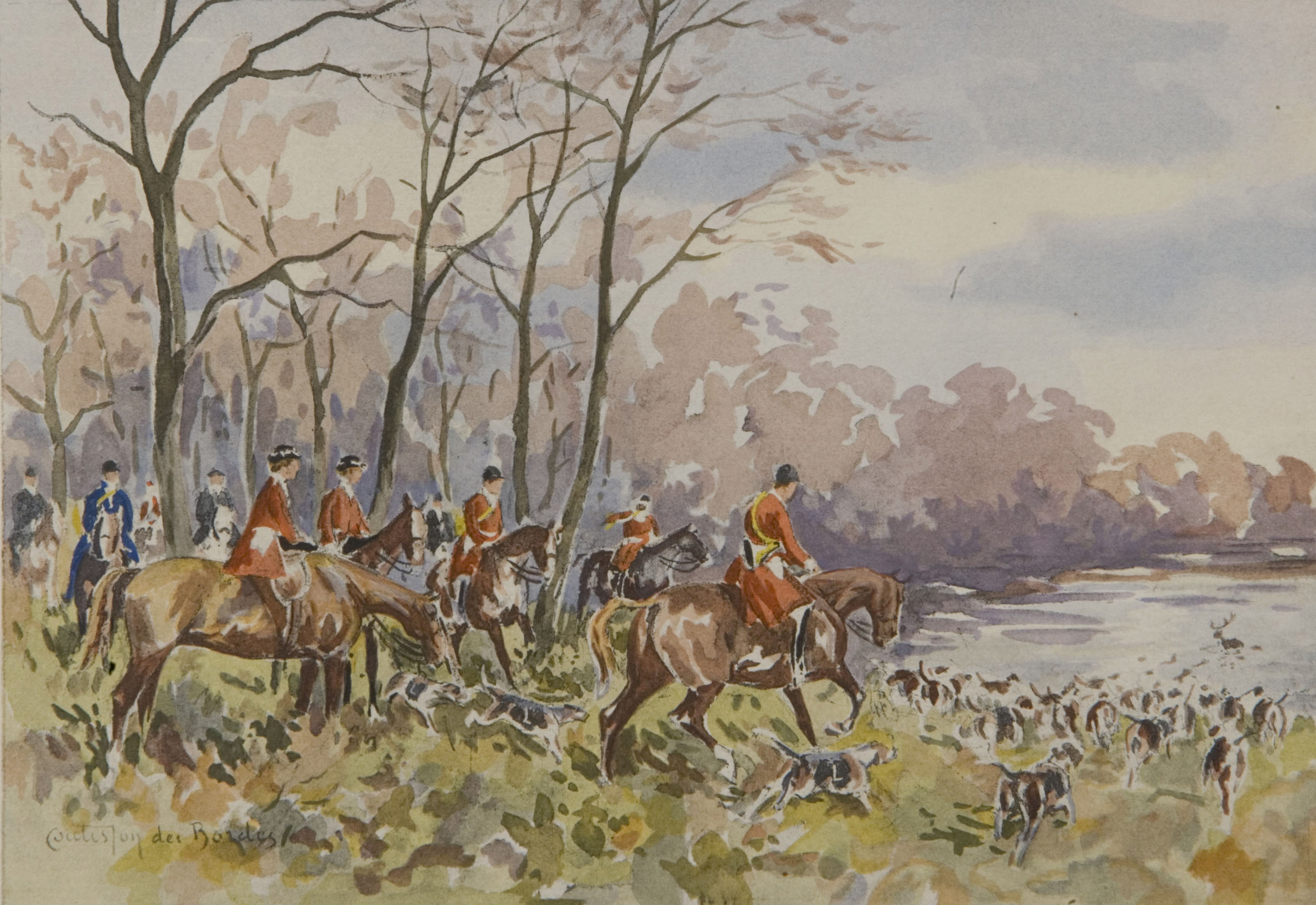
L'équipage de Frémont. Bat-l'eau à l'étang de St Bonnet, illustration dans l'ouvrage de Villatte des Prugnes "La vénerie Bourbonnaise"

- de Robert Villatte des Prûgnes, Les Chasses à courre, préface du baron de Champchevrier, Moulins, Crépin-Leblond, 1948 ;Renard sur un toit , illustration dans l'ouvrage de Villatte des Prugnes "les chasses à Courre"L'équipage de Frémont. Bat-l'eau à l'étang de St Bonnet, illustration dans l'ouvrage de Villatte des Prugnes "La vénerie Bourbonnaise"
- de Robert Villatte des Prûgnes, La Vénerie Bourbonnaise (Bourbonnais), ouvrage illustré de 8 planches en héliogravures, de 8 aquarelles, de bandeaux et Cul-de-lampe (typographie) gravés sur bois, 1933 ;
- du Dr de Brinon, Vaumas, préface de Jacques Chevalier, 1935 Illustrations de Paul Devaux et Coutisson des Bordes [13].
- de Paul Duchon, Le coq Hardi, quatre contes bourbonnais, chez Crépin-Leblond, collection Bourbonnaise d'Albums pour la Jeunesse éditée par le syndicat d'initiatives Bourbonnais[14] ;

On lui doit aussi les illustrations de nombreux livres pour les éditions Ardant Limoges (essentiellement des rééditions et certaines pour distribution de prix dans les écoles) : 
- Le Robinson Suisse  13 gravures en 1937
- Le masque de fer, une réédition de 1942 dont les illustrations sont bien de Coutisson des Bordes quoique ,                          puisqu’il s’agit d’une réimpression, elles ont été attribuées en page de garde à THOUBILLON   DE MONROC .
- La case de l’oncle Tom 1935 12 gravures
- Récits d’un émigrant ou Le Colon de Van Diemen 1939 avec 9  illustrations dont la huitième est également                          imprimée en page de couverture.
- Cette même illustration est en couverture d’un ouvrage intitulé Au Pays des Kangourou de 1935 , une                          adaptation par André Talmont du Colon de Van Diemen. Par contre les illustrations intérieures ne sont pas de Coutisson des Bordes mais de  Henry Bressler que l’on retrouve dans de nombreux ouvrages édités par                          Ardant
- Sol Natal de Edmond Coz 1936 avec neuf gravures en 2 versions légèrement différentes.
- L’aiguille magique de Line Deberre pseudo de Jeanne Germain avec 6 illustrations incluant La Fée                          Calipopoulette de Stanislas Millet mais illustré par H Bressler.
- Les secrets de Jean Nicolas Benoit 1940 dont la couverture est illustré par C B.
- L’almanach de Limoges  de 1939

Attaché au département de la Creuse et du Cantal, il apporte sa contribution par des illustrations et des articles dans les Mémoires de la société des sciences naturelles et archéologiques de la Creuse, dont une contribution sur la tour Zizim et sur l'église Saint-Jean-Baptiste de Bourganeuf. Pour L'Auvergne littéraire et artistique, il illustre la couverture de la revue de janvier 1936 consacrée à la prévôté de Mauriac. 

#### Ouvrage
- Guy de La Bretoigne, Stud-book des peintres de chevaux, Art Select, 2019  (ISBN 9782954786513).

#### Articles de presse
Articles mentionnant certaines de ses œuvres et ses participations à des expositions entre 1920 et 1939
- Journal des Arts, 29 mars 1922.
- Journal des Arts, 24 mars 1923.
- Journal de Montélimar, 5 décembre 1923.
- Le Gaulois, 23 mars 1924.
- Le Figaro, 24 mars 1924.
- Le Sport universel illustré, 1er janvier 1926.
- Journal des débats politiques et littéraires, 22 mars 1926.
- Journal des Arts, 29 mai 1926.
- Le Matin, 26 mars 1927.
- Le Sport universel illustré, 6 janvier 1928.
- Mémorial de la Loire et de la Haute-Loire, 9 juillet 1931.
- Le Figaro, 30 novembre 1933.
- Le Matin, 23 mars 1935.
- Le Matin, 20 mars 1938.
- L'Auvergnat de Paris, 13 août 1938.
- Le sport universel illustré Avril 1933